# NGC 7736
NGC 7736 este o galaxie situată în constelația Vărsătorul. A fost descoperită în 1886 de către Ormond Stone⁠(d). Se află la o distanță de 56,49 de megaparseci de Pământ.